# Obermühlthal

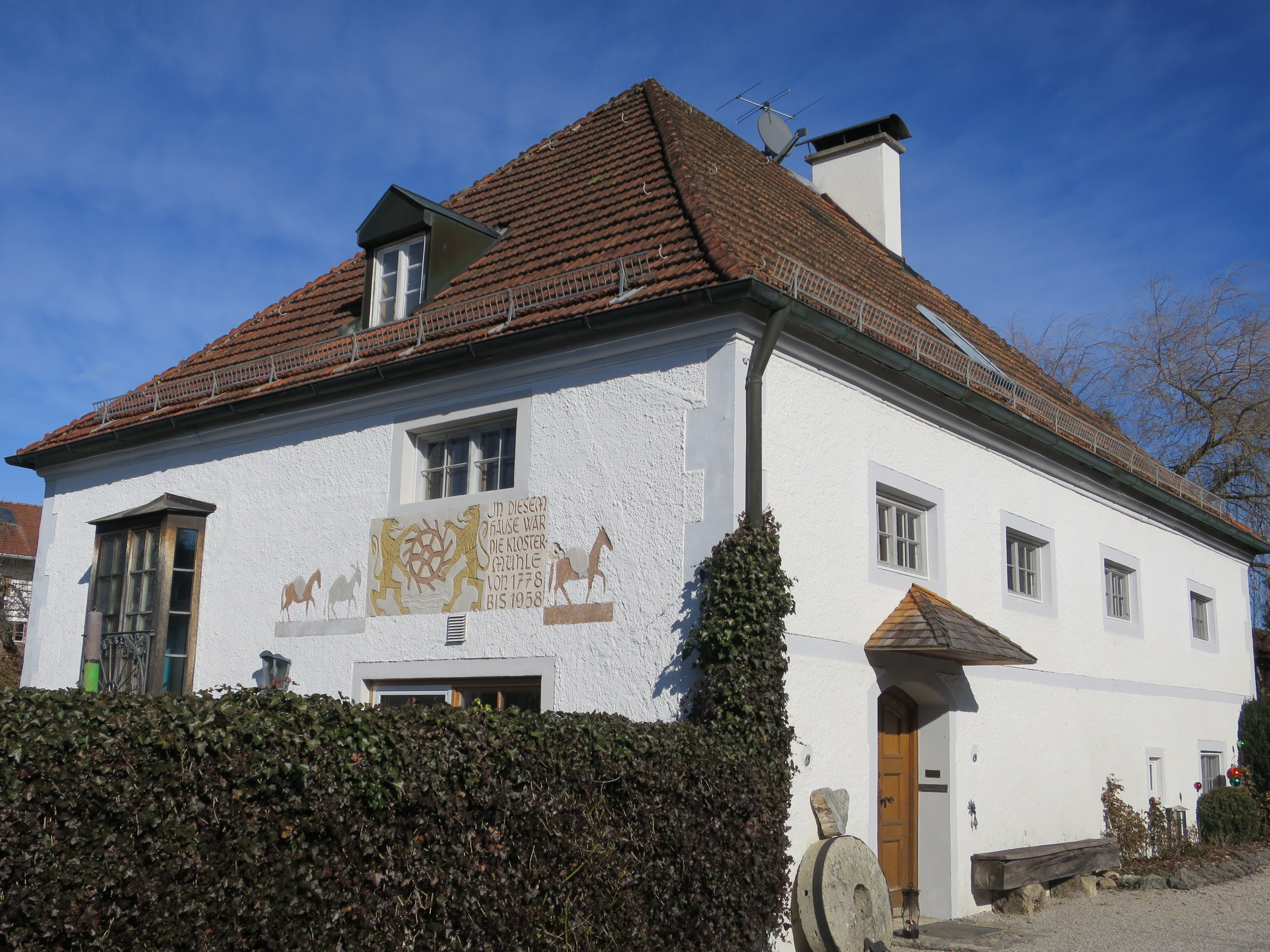
Ehemalige Mühle

Obermühthal ist ein Gemeindeteil der Gemeinde Dietramszell im oberbayerischen Landkreis Bad Tölz-Wolfratshausen.

## Geografie
Das Dorf liegt einen Kilometer südwestlich des Hauptortes und gehörte bereits vor der Gebietsreform in Bayern zu Dietramszell.  

## Einwohner
1871 wohnten im Dorf 83 Personen, bei der Volkszählung 1987 wurden 225 Einwohner registriert.

## Baudenkmäler
Das Dorf besitzt sieben eingetragene Baudenkmäler:
- Wegkapelle von 1647, Flur Obermühlthal
- Ehemalige Mühle, Mühlgasse 2
- Wohnteil eines ehemaligen Bauernhauses, Tölzer Straße 16
- Ehemaliges Kleinbauernhaus, Tölzer Straße 20
- Kleinhaus, Tölzer Straße 24
- Bauernhaus, Tölzer Straße 25
- Getreidekasten, Tölzer Straße 25